# Verteltechniek
Bij het schrijven van een verhaal worden verteltechnieken gebruikt om de kwaliteit van het verhaal te optimaliseren. Met de term verteltechniek wordt gedoeld op de structuuraspecten van een verhaal. De verteltechniek bepaalt voor een groot deel de kwaliteit van een literair verhaal.
Het betreft de volgende aspecten:
- vertelperspectief, "narrative voices"
- focalisatie
- tekstvorm (persoonstekst of vertellerstekst)
- narratieve vertelinstantie: homodiëgetische of heterodiëgetisch, wel of niet gedramatiseerde verteller
- de weergave van gedachten, gesprekken en gezichtspunten
- stijl, historisch en taalkundig
- spanningopbouw

## Verteltechnieken
- Cliffhanger
- Deep-focus
- Deus ex machina
- Drie-actstructuur
- Focalisatie
- Jack the Explainer
- Personages
- Plot en plotpoint
- Spanningsboog
- Raamvertelling
- Red herring
- Structuur
- Tekstballon
- Thematiek
- Vertelperspectief
- Vertelstandpunt
- Verteltijd en vertelde tijd